# 조지훈
조지훈(趙芝薰, 본명: 조동탁, 본명 한자: 趙東卓, 1920년 12월 3일~1968년 5월 17일)은 일제 강점기 이후로 활동한 대한민국의 수필가, 한국학 연구가, 시인으로, 청록파 3대 시인 가운데 일원이다.

## 일생
본관은 한양(漢陽)이고 본명은 조동탁(趙東卓)이다. 경상북도 영양에서 태어났다. 독학으로 중학 과정을 마치고서 동국대학교에 입학하여 국어국문학과를 나온 그는 1939년 《문장》지에 〈고풍의상〉과 〈승무〉를 추천받아 문단에 등장하였다. 광복 후 경기여자고등학교 교사와 동국대학교 강사, 고려대학교 교수를 역임했다. 1961년 벨기에에서 열린 국제 시인 회의에 대한민국 대표로 참석하였다. 이듬해 고려대학교 민족문화연구소장에 취임하면서 민족문화 개발에 주력하였다.
청록파의 한 사람으로 명시를 많이 남긴 조지훈의 시는 주로 자연, 무속, 선을 소재로 한 민족다운 색채가 짙고 불교 세계를 향한 관심은 종교의식을 일깨워 작품에 반영되었다. 박목월과 박두진을 비롯한 다른 청록파 시인이 후에 시 세계를 근본으로 변혁했는데 조지훈은 초기 자연과 친화한 시 세계를 꽤 많이 유지하였다. 1956년 자유문학상을 받았다. 그 후로도 활발히 문학 활동을 하며 고려대학교 교수로 재직하던 중 1968년 5월 고혈압으로 토혈한 후 입원, 고혈압과 기관지확장증의 합병증으로 5월 17일 49세의 젊은 나이로 끝내 타계했다.
시집으로 《청록집》과 《조지훈 시선》이 있고 수필집 《창에 기대어》, 논문집 《한국 민족운동사》 이 있다.

## 경력

### 일제 강점기
- 1939년 《문장》지에 〈고풍의상〉과 〈승무〉를 추천받아 시인으로 문단에 등단

### 광복 이후
- 1947년 2월, 전국문화단체총연합회 결성에 중앙상임위원으로 참여
- 1947년 10월, 고려대학교 국문학 교수
- 1949년, 한국문학가협회 중앙상임위원
- 1960년, 한국교수협회 중앙위원
- 1961년, 국제시인회의 한국대표
- 1963년, 고려대학교 민족문화연구소 소장
- 1967년, 한국시인협회 회장
- 1967년, 한국신시60년기념사업회 회장
- 1968년 5월 17일 사망

## 학력
- 경상북도 영양보통학교 3년 중퇴
- 경성 혜화전문학교 전문학사

## 서훈
- 1982년 금관문화훈장(1등급, 추서)

## 주요 작품

### 시집
- 조지훈.박목월.박두진,《청록집》, 1946
- 《풀잎단장》, 1952
- 《조지훈시선》, 1956
- 《역사앞에서》, 1959
- 《여운》, 1964

### 시론
- 《시의 원리》, 1953

### 수상 및 평론집
- 《창에 기대어》, 1958
- 《시와 인생》, 1959
- 《지조론》, 1962
- 《돌의 미학》, 1964

### 번역서
- 《채근담》, 1959

### 논문
- 《한국문화사 서설》, 1964
- 《신라국호연구논고》, 1955
- 《한국민족운동사》, 1964
- 《신라가요연구논고》, 1964
- 《수투전고》, 1966

## 가족 관계
- 할아버지 : 조인석(趙寅錫)
  - 아버지 : 조헌영(趙憲泳) - 초대, 제2대 국회의원
    - 아내 : 김위남(金渭男) 여사[4], (나중에 김위남에서 김난희(金蘭姬)로 개명.)
      - 장남 : 조광렬(趙光烈)
      - 며느리 : 고부숙(高富淑)
      - 차남 : 조학렬(趙學烈)
      - 며느리 : 이명선(李明善)
      - 장녀 : 조혜경(趙惠璟)
      - 사위 : 김승교(金承敎)
      - 삼남 : 조태열(趙兌烈) : 외교공무원, 스페인 주재 대한민국 대사 역임, 현 대한민국 외교부 장관
      - 며느리 : 김혜경(金惠卿)

## 같이 보기
- 박두진
- 박목월